# Papilio bootes
Papilio bootes là một loài bướm phượng được tìm thấy ở Ấn Độ.

## Phụ loài
Có 4 phụ loài gồm:
- Papilio bootes mindoni (NE Burma)
- Papilio bootes janaka (N. Burma)
- Papilio bootes xamnuensis (NE Laos)
- Papilio bootes ssp. (N. Vietnam)

## Hình ảnh

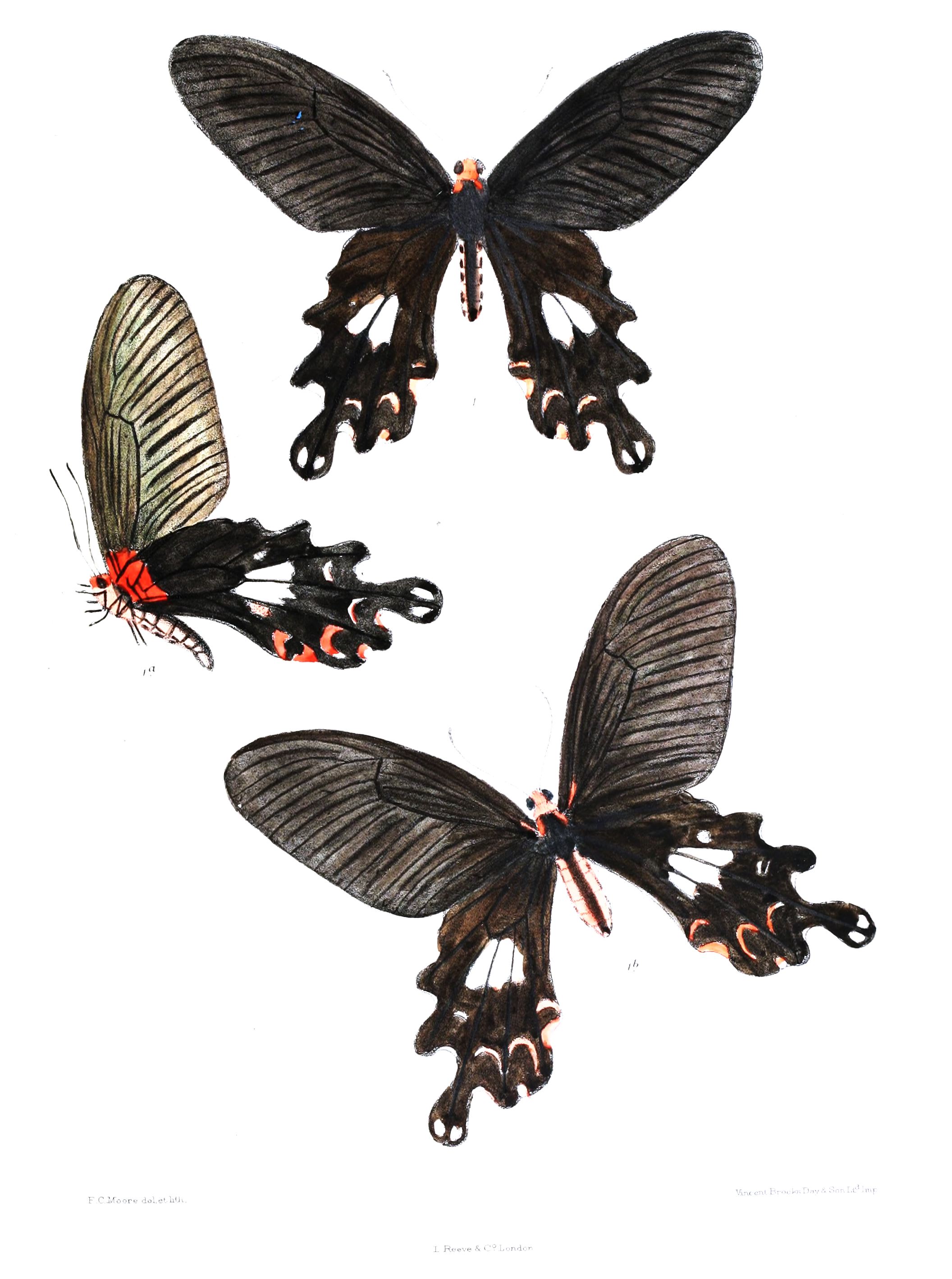
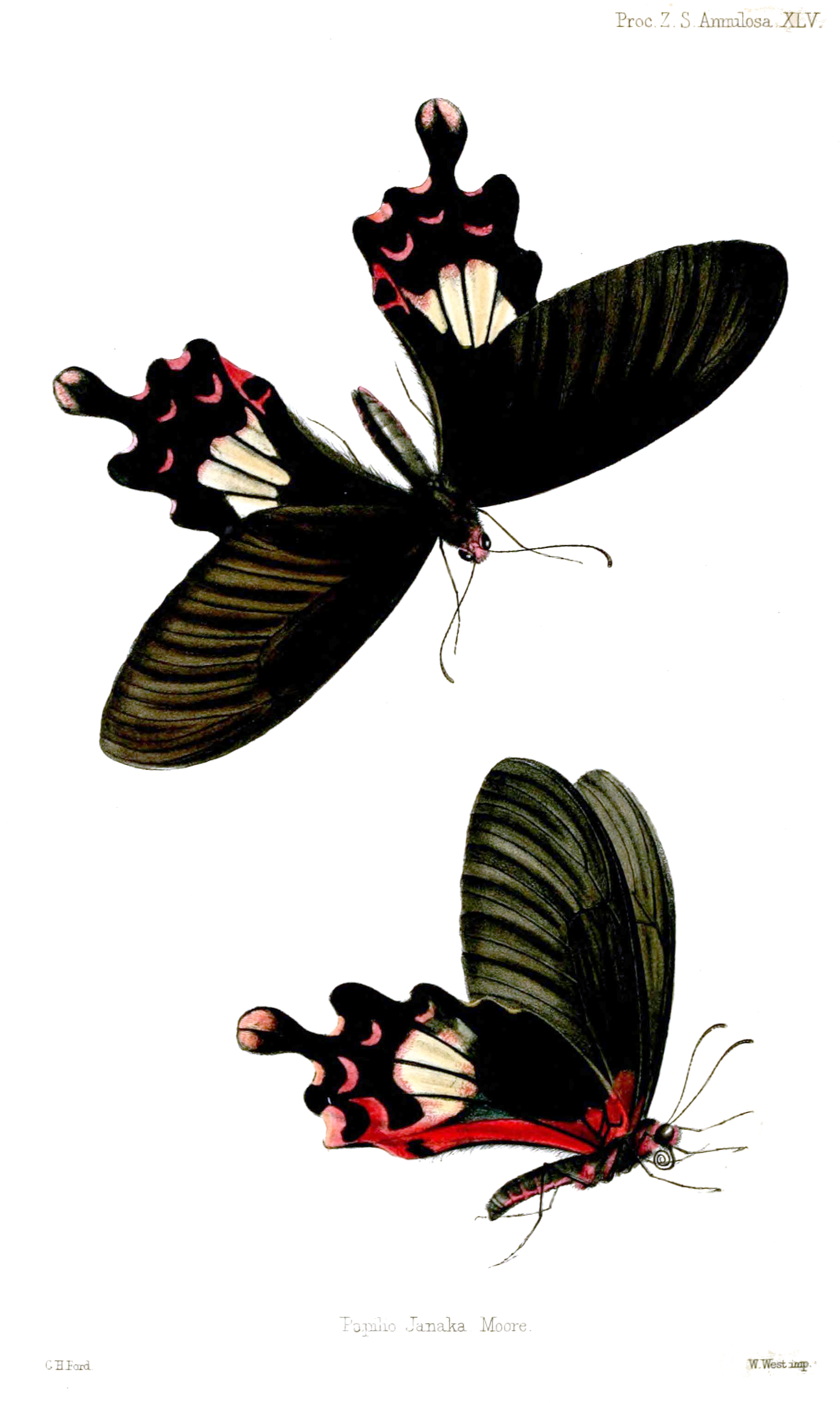
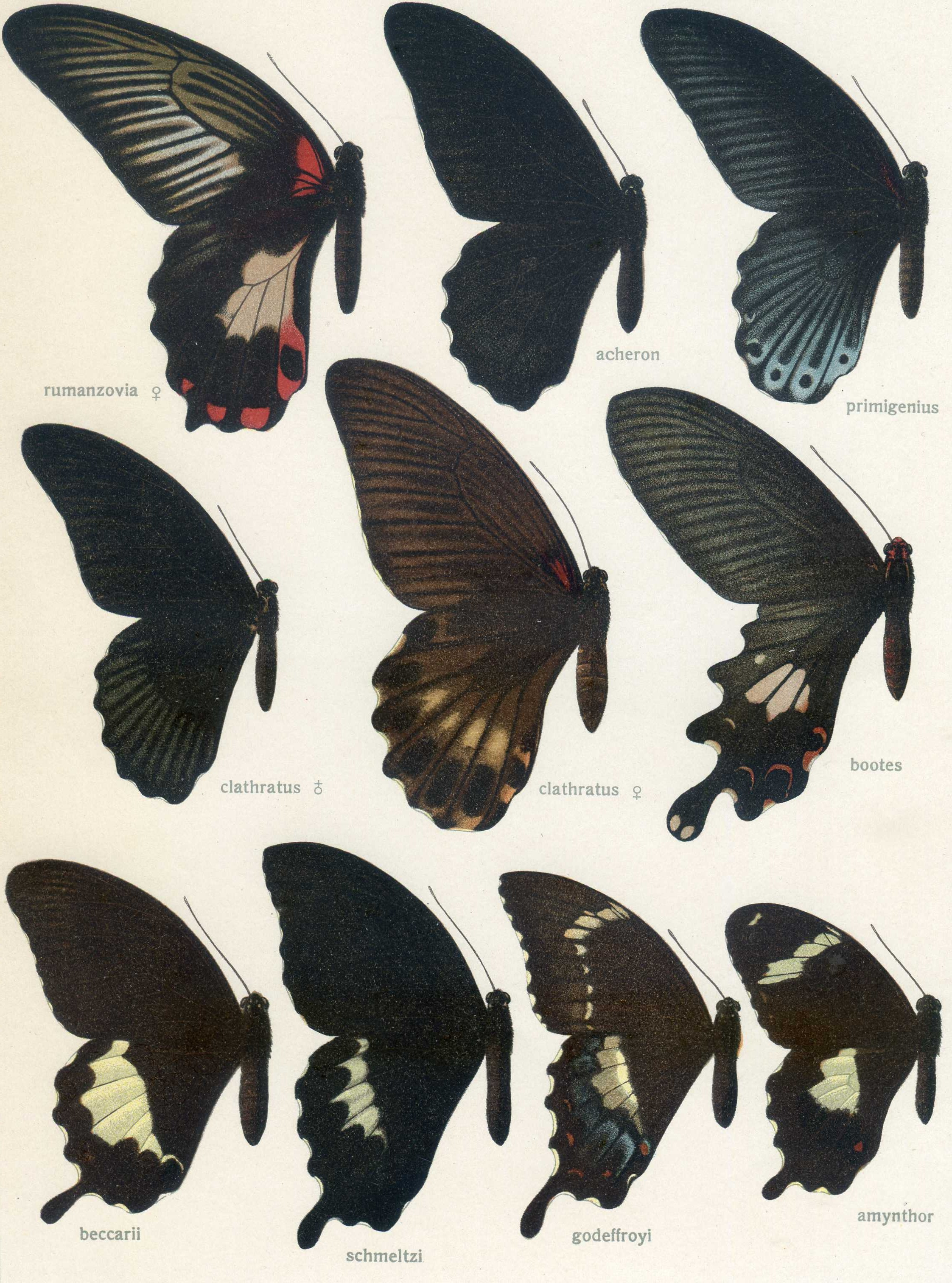
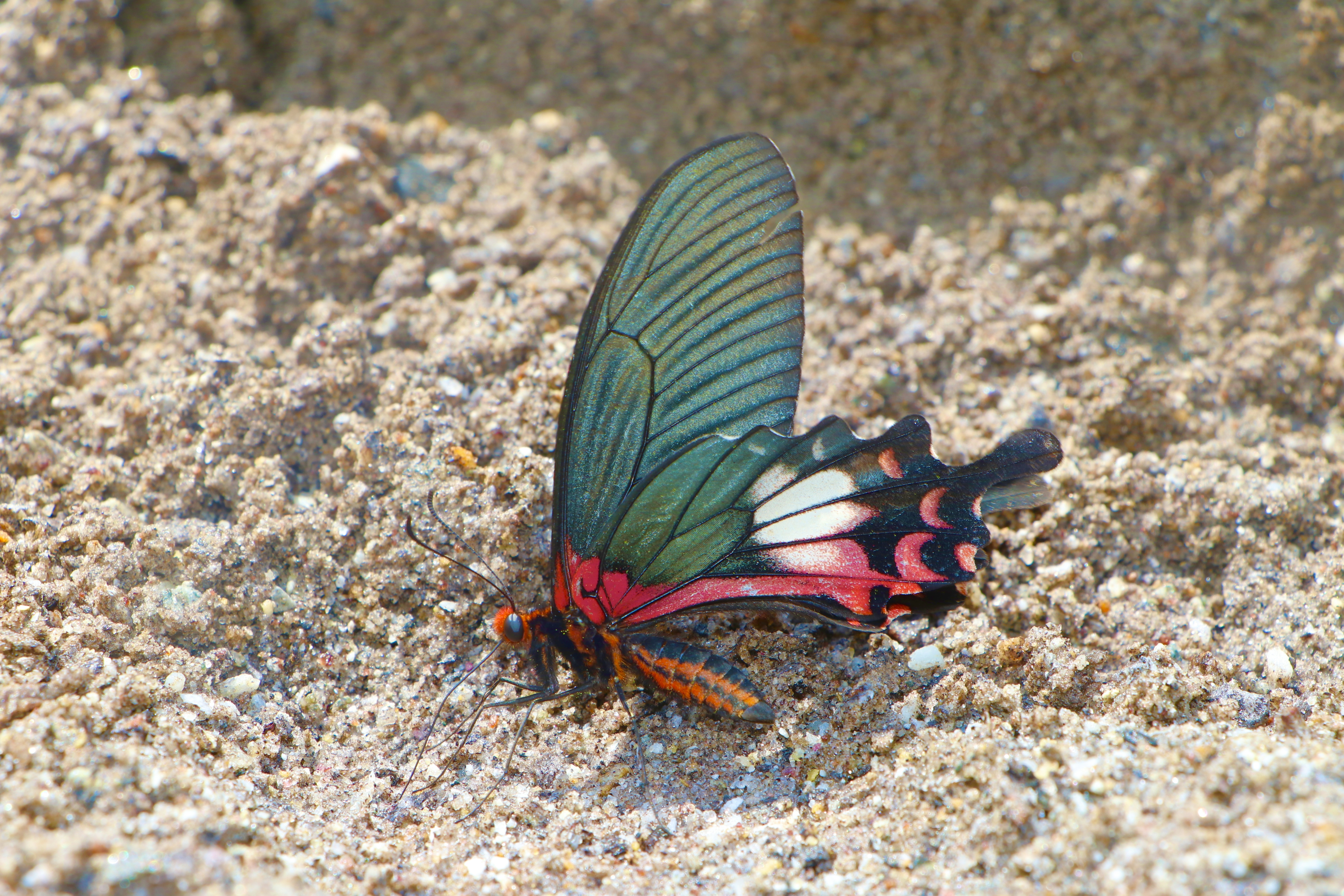